# Wolston
Wolston – wieś w Anglii, w hrabstwie Warwickshire, w dystrykcie Rugby. Leży 17 km na północny wschód od miasta Warwick i 130 km na północny zachód od Londynu. W 2001 miejscowość liczyła 2357 mieszkańców.